# Сент-Джордж (Бермуды)
Сент-Джордж (англ. St. George's) — город на Бермудских островах, одно из первых поселений англичан в Новом Свете. Город и окружающие его укрепления XVII—XX веков включены в Список Всемирного наследия ЮНЕСКО.
Сент-Джордж является третьим английским поселением в Новом свете после Сент-Джонса (Ньюфаундленд) и Джеймстауна (Виргиния), однако претендует на звание старейшего постоянно населённого английского города Нового Света. Джеймстаун первое время был фортом, а не городом, а потом совсем пришёл в упадок и исчез, а постоянность населения Сент-Джонса в начале XVII века не удаётся установить достоверно. Это позволяет некоторым историкам считать Сент-Джордж первым английским городом в Новом Свете.

## История
В 1609 году экспедиция Джорджа Сомерса, направляющаяся в Джеймстаун, попала в сильный шторм, корабль Sea Venture из-за сильной течи был вынужден отделиться и пристать к Бермудским островам, где он был специально посажен на риф. 150 человек (матросы и колонисты) провели на острове 10 месяцев, за которые из остатков разбитого корабля и местных материалов они построили два новых судна и продолжили плавание к Виргинии. При этом 2 человека осталось на острове, чтобы закрепить за островом приоритет Вирджинской компании. Прибыв в Джеймстаун, Сомерс обнаружил немногих выживших колонистов, большинство погибли от голода, болезней и набегов индейцев. Адмирал вернулся на Бермуды за припасами, заболел и вскоре умер. Его сердце было похоронено на острове.
В 1612 году острова были официально переданы Вирджинской компании, на остров приплыли 60 поселенцев, основавшие поселение Нью-Лондон, переименованное впоследствии в Сент-Джордж.
Город был столицей Бермуд до 1815 года, когда эта роль перешла к городу Гамильтон. Сент-Джордж сыграл важную роль в истории США, многие жители острова переселились впоследствии на Американский континент, оказав существенное влияние на формирование населения некоторых южных штатов. Во время Войны за независимость жители Сент-Джорджа контрабандно доставили порох Джорджу Вашингтону. Через Сент-Джордж проводилось снабжение конфедератов во время Гражданской войны в США.

## Достопримечательности

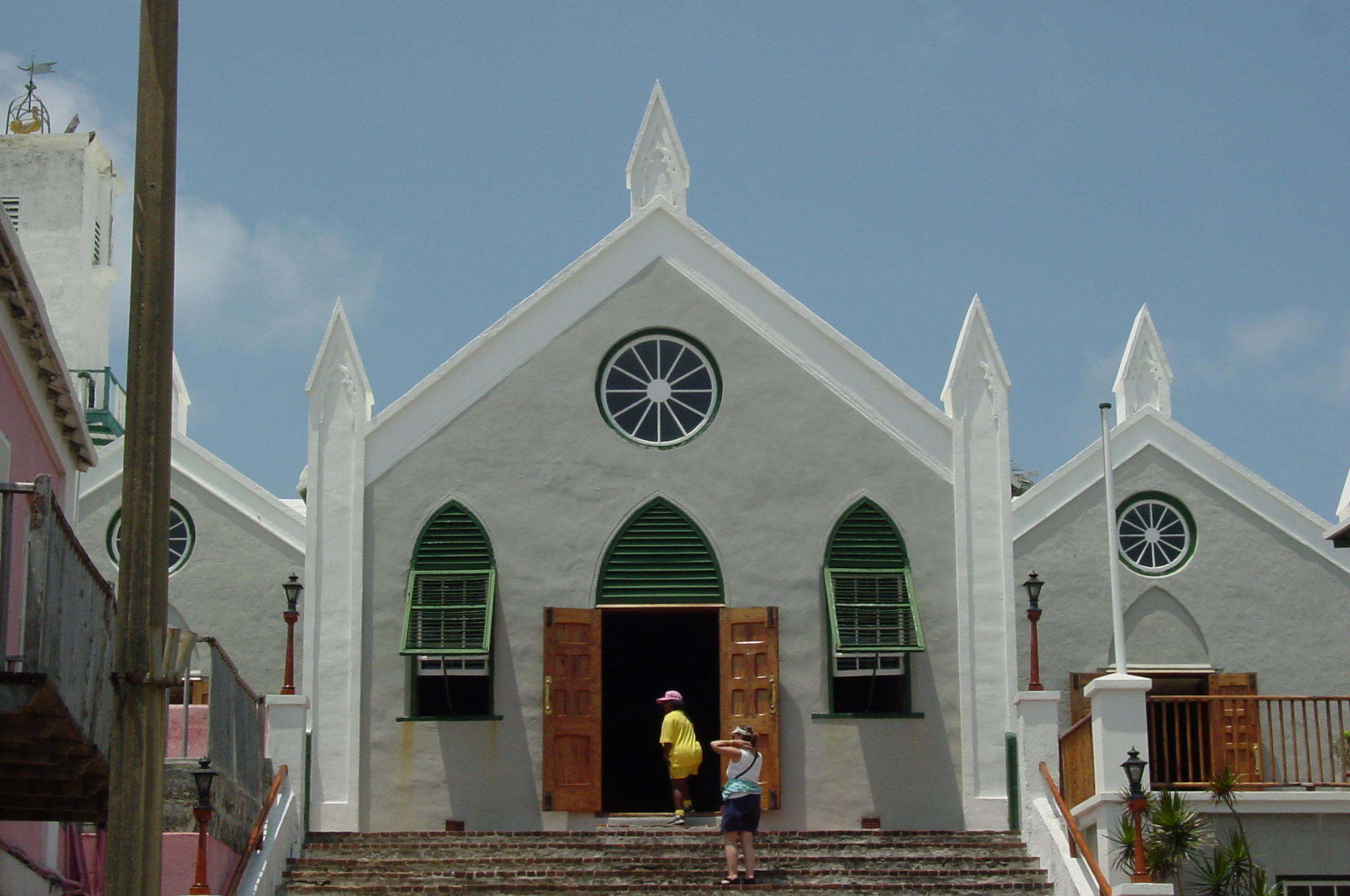
Церковь Святого Петра

Город во многом сохранил свой старый облик. Большинство строений были возведены в XVII—XIX веках.
- Old State House — самая старая каменная постройка на Бермудах (1620 год). Здесь располагался бермудский парламент и суд, затем здание было передано масонам.
- Церковь Святого Петра — старейшая сохранившаяся англиканская церковь в Западном полушарии.
- Недостроенная церковь — строительство началось в 1874 и закончилось в 1894, когда городской совет решил отреставрировать Церковь Святого Петра
- Bermuda National Trust Museum
- Музей семьи Таккеров
- Копия корабля «Deliverance», одного из двух, построенных для отплытия в Виргинию после вынужденной остановки на острове.

## Укрепления города

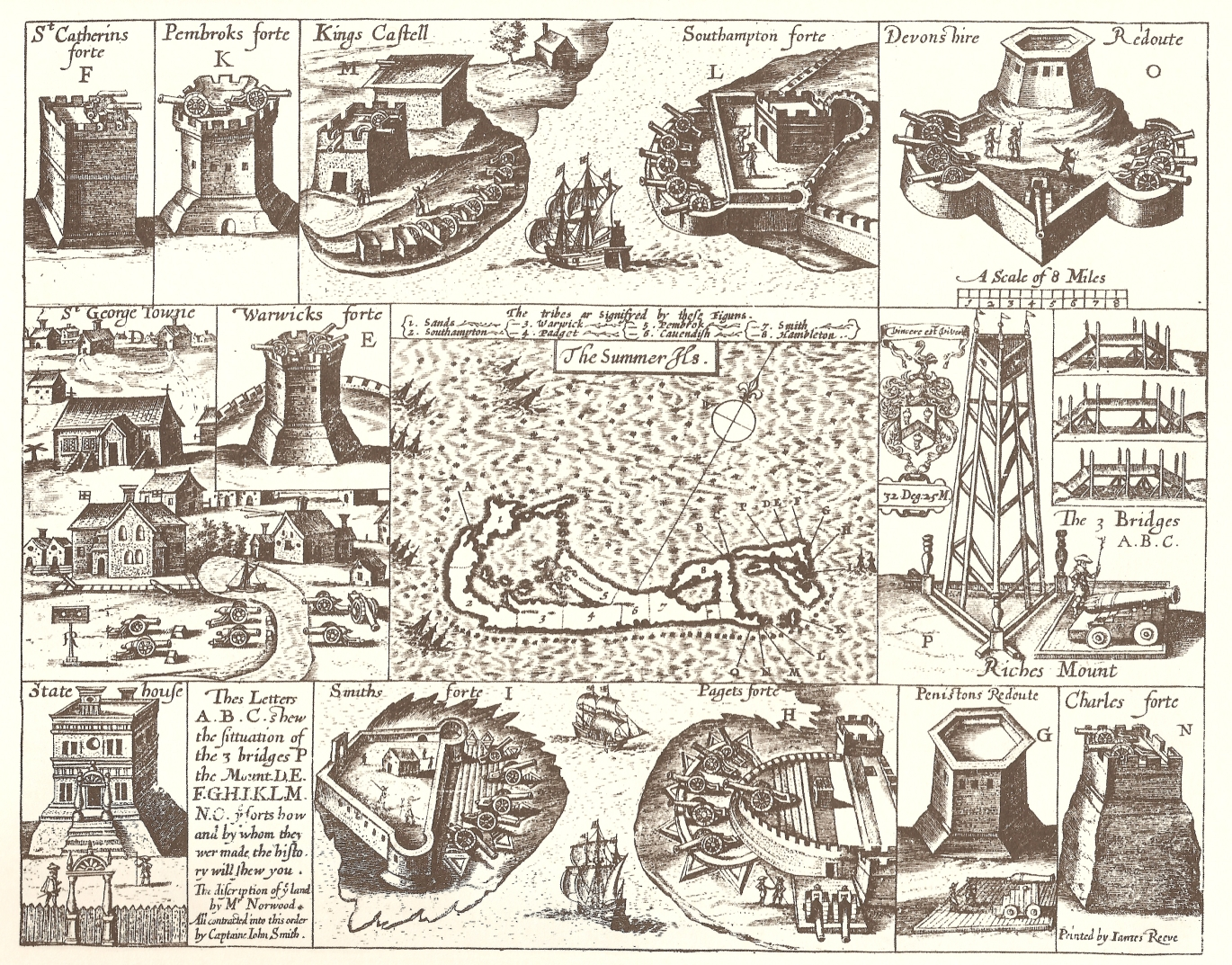
Карта капитана Джона Смита 1624 года

Оборонительные сооружения появились на острове с прибытием поселенцев в 1612 году. Первыми для защиты острова были использованы две пушки с разбившегося в 1609 году корабля «Sea Venture» (остальные были выброшены в море, чтобы повысить плавучесть корабля во время шторма). В дальнейшем вокруг основных гаваней появилось множество фортов.
В 1614 году «Королевский замок» отразил единственное за всю историю нападение испанцев, дав два залпа из орудий, после которых испанские кораблю предпочли отступить. Испанские моряки не знали, что у гарнизона форта оставалось боеприпасов ещё всего лишь на один залп.
Оборонительные сооружения Сент-Джордж — старейшие сохранившиеся английские фортификации в Новом свете.
- King’s Castle (Seaward Fort) (1612)
- Devonshire Redoubt (1620) — Castle Island
- Landward Fort (1620) — Castle Island
- Southampton Fort (1620) — Brangman’s Island
- Old Castle, or Charles' Fort, (1615), — Goat Island
- Pembroke Fort — Cooper’s Island
- Fort Bruere — Main Island.
- Burnt Point Fort, or Ferry Point Battery,
- Ferry Island Fort
- Martello Tower — башня мартелло (1822)

Всего более 20 оборонительных сооружений.

## Галерея

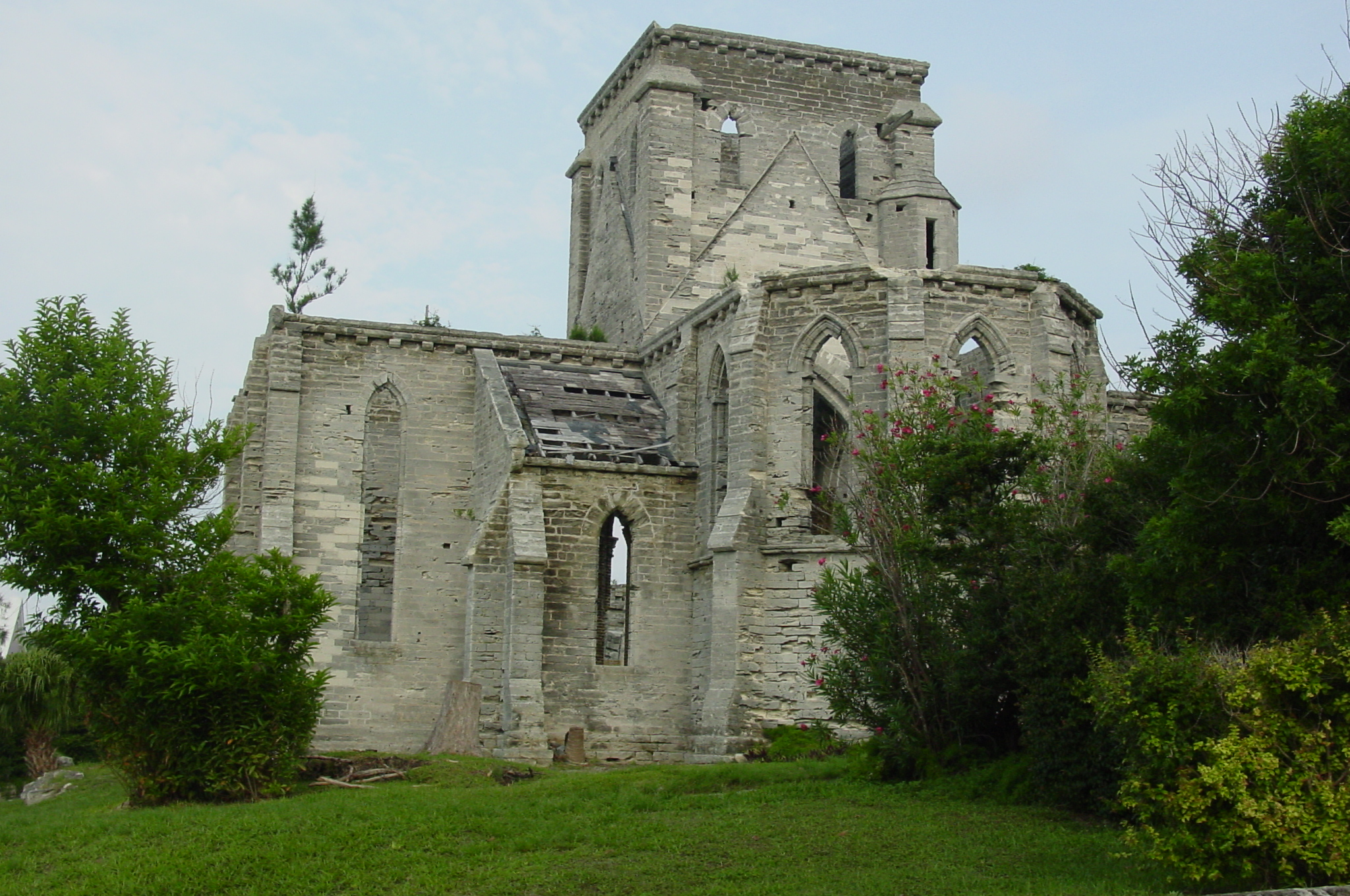
Недостроенная церковь
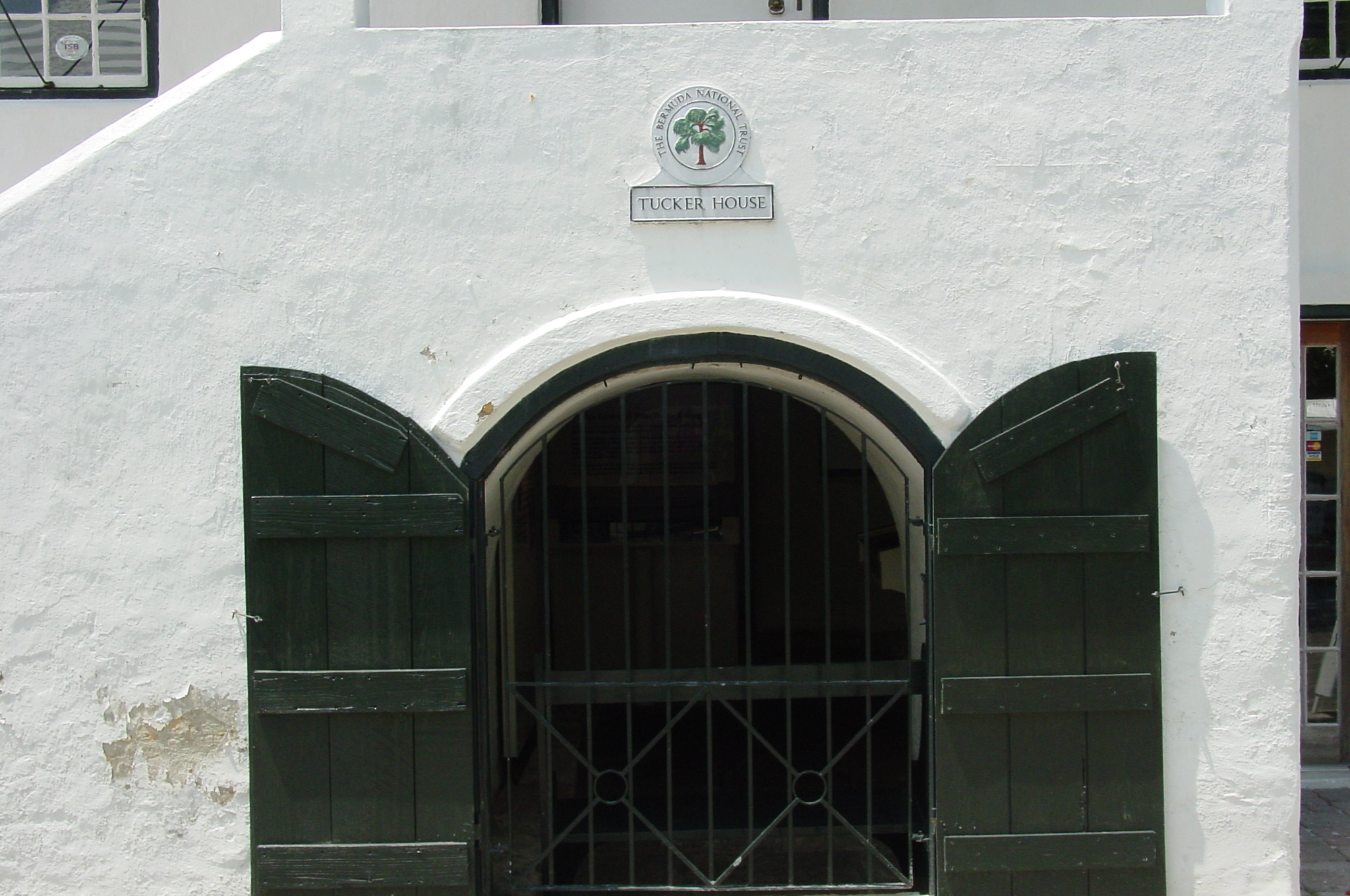
Вход в дом Таккеров
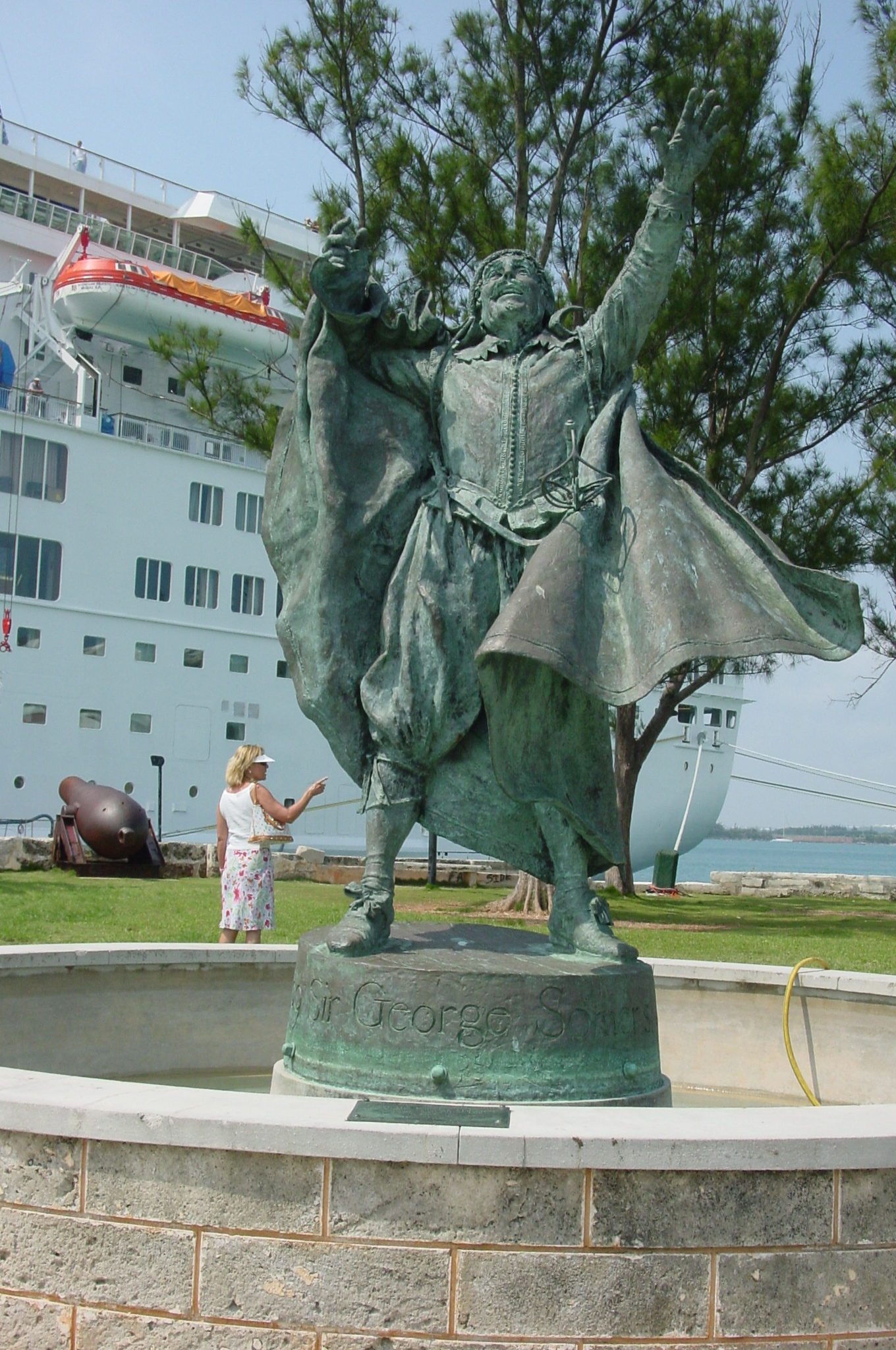
Статуя адмирала Джорджа Сомерса
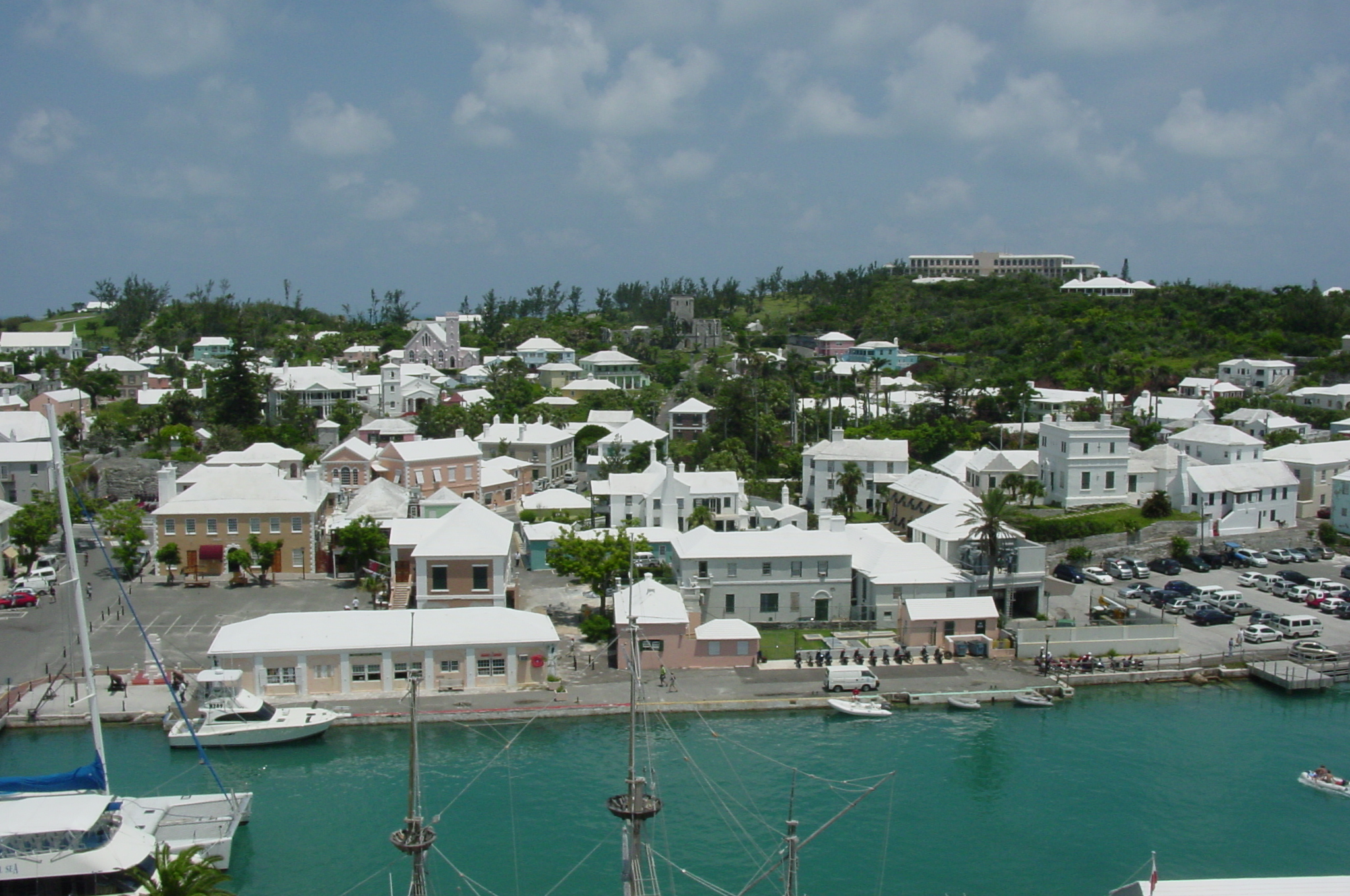
Вид с гавани